# Puchar Króla Hiszpanii w piłce siatkowej mężczyzn (2023)
Puchar Króla Hiszpanii w piłce siatkowej mężczyzn 2023 (hiszp. Copa de SM el Rey de Voleibol 2023) – 48. edycja rozgrywek o siatkarski Puchar Króla Hiszpanii (73. edycja wliczając Puchar Generała) zorganizowana przez Królewską Hiszpańską Federację Piłki Siatkowej (Real Federación Española de Voleibol, RFEVB), rozegrana w dniach 23-26 lutego 2023 roku w Pabellón Municipal de Los Pajaritos w Sorii. W rozgrywkach brało udział 8 najlepszych zespołów po pierwszej rundzie fazy zasadniczej Superligi.
Turniej składał się z ćwierćfinałów, półfinałów i finału. Rywalizacja toczyła się w systemie pucharowym.
Puchar Króla Hiszpanii po raz pierwszy zdobył zespół Río Duero Soria, który w finale pokonał klub Pamesa Teruel Voleibol. MVP turnieju wybrany został Kolumbijczyk Juan Pablo Moreno.

## System rozgrywek
W Pucharze Króla Hiszpanii 2023 uczestniczyło 8 najlepszych drużyn po pierwszej rundzie (tj. po 11. kolejce) fazy zasadniczej Superligi sezonu 2022/2023. Rozgrywki składały się z ćwierćfinałów, półfinałów i finału. Nie był grany mecz o 3. miejsce. Rywalizacja toczyła się systemem pucharowym, a o awansie w parze decydowało jedno spotkanie.
Pary ćwierćfinałowe powstały na podstawie miejsc zajętych przez poszczególne drużyny w tabeli po pierwszej rundzie fazy zasadniczej według klucza:
- para 1: 1 – 8,
- para 2: 2 – 7,
- para 3: 3 – 6,
- para 4: 4 – 5.

Pary półfinałowe utworzone zostały według klucza:
- wygrany w parze 1 – wygrany w parze 4,
- wygrany w parze 2 – wygrany w parze 3.

Zwycięzcy meczów półfinałowych rozegrali mecz finałowy o Puchar Króla Hiszpanii.

### Tabela Superligi po 11. kolejce
| Lp. | Drużyna                      | Pkt | Mecze | Mecze | Mecze | Rodzaj wyniku | Rodzaj wyniku | Rodzaj wyniku | Rodzaj wyniku | Rodzaj wyniku | Rodzaj wyniku | Sety | Sety | Sety  | Małe punkty | Małe punkty | Małe punkty |
| Lp. | Drużyna                      | Pkt | M     | W     | P     | 3:0           | 3:1           | 3:2           | 2:3           | 1:3           | 0:3           | wyg. | prz. | stos. | zdob.       | str.        | stos.       |
| --- | ---------------------------- | --- | ----- | ----- | ----- | ------------- | ------------- | ------------- | ------------- | ------------- | ------------- | ---- | ---- | ----- | ----------- | ----------- | ----------- |
| 1   | CV Guaguas Las Palmas        | 33  | 11    | 11    | 0     | 7             | 4             | 0             | 0             | 0             | 0             | 33   | 4    | 8.25  | 915         | 696         | 1.31        |
| 2   | Río Duero Soria              | 26  | 11    | 9     | 2     | 6             | 2             | 1             | 0             | 2             | 0             | 29   | 10   | 2.9   | 934         | 828         | 1.13        |
| 3   | Melilla Sport Capital        | 26  | 11    | 9     | 2     | 5             | 3             | 1             | 0             | 1             | 1             | 28   | 11   | 2.55  | 917         | 799         | 1.15        |
| 4   | Pamesa Teruel Voleibol       | 25  | 11    | 8     | 3     | 6             | 2             | 0             | 1             | 0             | 2             | 26   | 11   | 2.36  | 868         | 789         | 1.1         |
| 5   | Léleman Conqueridor Valencia | 21  | 11    | 7     | 4     | 2             | 3             | 2             | 2             | 1             | 1             | 26   | 19   | 1.37  | 1002        | 967         | 1.04        |
| 6   | Barça Voleibol               | 16  | 11    | 5     | 6     | 3             | 2             | 0             | 1             | 1             | 4             | 18   | 20   | 0.9   | 824         | 854         | 0.96        |
| 7   | Unicaja Costa de Almería     | 15  | 11    | 5     | 6     | 4             | 0             | 1             | 1             | 5             | 0             | 22   | 20   | 1.1   | 969         | 941         | 1.03        |
| 8   | Arenal Emevé                 | 15  | 11    | 5     | 6     | 3             | 1             | 1             | 1             | 0             | 5             | 17   | 21   | 0.81  | 820         | 852         | 0.96        |
| 9   | Conectabalear CV Manacor     | 11  | 11    | 4     | 7     | 0             | 3             | 1             | 0             | 4             | 3             | 16   | 26   | 0.62  | 924         | 955         | 0.97        |
| 10  | Club Vóley Palma             | 7   | 11    | 2     | 9     | 0             | 2             | 0             | 1             | 3             | 5             | 11   | 29   | 0.38  | 821         | 950         | 0.86        |
| 11  | Textil Santanderina          | 3   | 11    | 1     | 10    | 0             | 1             | 0             | 0             | 2             | 8             | 5    | 31   | 0.16  | 724         | 885         | 0.82        |
| 12  | Rotogal Boiro Voleibol       | 0   | 11    | 0     | 11    | 0             | 0             | 0             | 0             | 4             | 7             | 4    | 33   | 0.12  | 709         | 911         | 0.78        |

Źródło: inf. własna
Punktacja: 3:0 i 3:1 – 3 pkt; 3:2 – 2 pkt; 2:3 – 1 pkt; 1:3 i 0:3 – 0 pkt
Zasady ustalania kolejności: 1. liczba punktów; 2. liczba zwycięstw; 3. stosunek setów; 4. stosunek małych punktów; 5. bilans w bezpośrednich meczach
     udział w Pucharze Króla

## Drużyny uczestniczące
| Superliga (8 drużyn)         | Superliga (8 drużyn) |
| ---------------------------- | -------------------- |
| Arenal Emevé                 | ćwierćfinał          |
| Barça Voleibol               | ćwierćfinał          |
| CV Guaguas Las Palmas        | półfinał             |
| Léleman Conqueridor Valencia | ćwierćfinał          |
| Melilla Sport Capital        | półfinał             |
| Pamesa Teruel Voleibol       | finał                |
| Río Duero Soria              | zwycięstwo           |
| Unicaja Costa de Almería     | ćwierćfinał          |

## Drabinka
|  |              |                              |              |                        |   |           |                        |           |  |  |       |       |       |
|  | Ćwierćfinały | Ćwierćfinały                 | Ćwierćfinały |                        |   | Półfinały | Półfinały              | Półfinały |  |  | Finał | Finał | Finał |
|  | Ćwierćfinały | Ćwierćfinały                 | Ćwierćfinały |                        |   | Półfinały | Półfinały              | Półfinały |  |  | Finał | Finał | Finał |
|  |              |                              |              |                        |   |           |                        |           |  |  |       |       |       |
|  |              |                              |              |                        |   |           |                        |           |  |  |       |       |       |
|  | 1            | CV Guaguas Las Palmas        | 3            |                        |   |           |                        |           |  |  |       |       |       |
|  | 1            | CV Guaguas Las Palmas        | 3            |                        |   |           |                        |           |  |  |       |       |       |
|  | 8            | Arenal Emevé                 | 0            |                        |   |           |                        |           |  |  |       |       |       |
|  | 8            | Arenal Emevé                 | 0            |                        |   | 1         | CV Guaguas Las Palmas  | 1         |  |  |       |       |       |
|  |              |                              |              |                        |   | 1         | CV Guaguas Las Palmas  | 1         |  |  |       |       |       |
|  |              |                              | 4            | Pamesa Teruel Voleibol | 3 |           |                        |           |  |  |       |       |       |
|  | 4            | Pamesa Teruel Voleibol       | 4            | Pamesa Teruel Voleibol | 3 | 3         |                        |           |  |  |       |       |       |
|  | 4            | Pamesa Teruel Voleibol       |              |                        |   |           |                        |           |  |  |       |       |       |
|  | 5            | Léleman Conqueridor Valencia | 2            |                        |   |           |                        |           |  |  |       |       |       |
|  | 5            | Léleman Conqueridor Valencia | 2            |                        |   | 4         | Pamesa Teruel Voleibol | 1         |  |  |       |       |       |
|  |              |                              |              |                        |   |           |                        |           |  |  |       |       |       |
|  |              |                              | 2            | Río Duero Soria        | 3 |           |                        |           |  |  |       |       |       |
|  | 2            | Río Duero Soria              | 2            | Río Duero Soria        | 3 | 3         |                        |           |  |  |       |       |       |
|  | 2            | Río Duero Soria              |              |                        |   |           |                        |           |  |  |       |       |       |
|  | 7            | Unicaja Costa de Almería     | 0            |                        |   |           |                        |           |  |  |       |       |       |
|  | 7            | Unicaja Costa de Almería     | 0            |                        |   | 2         | Río Duero Soria        | 3         |  |  |       |       |       |
|  |              |                              |              |                        |   | 2         | Río Duero Soria        | 3         |  |  |       |       |       |
|  |              |                              | 3            | Melilla Sport Capital  | 0 |           |                        |           |  |  |       |       |       |
|  | 3            | Melilla Sport Capital        | 3            | Melilla Sport Capital  | 0 | 3         |                        |           |  |  |       |       |       |
|  | 3            | Melilla Sport Capital        |              |                        |   |           |                        |           |  |  |       |       |       |
|  | 6            | Barça Voleibol               | 1            |                        |   |           |                        |           |  |  |       |       |       |
|  | 6            | Barça Voleibol               | 1            |                        |   |           |                        |           |  |  |       |       |       |

## Rozgrywki

### Ćwierćfinały
| 23.02.2023 17:00 (UTC±0) | Melilla Sport Capital | 3:1 (25:23, 25:22, 24:26, 25:16) raport / opis | Barça Voleibol | Pabellón Municipal de Los Pajaritos, Soria Widzów: 250 Sędziowie: Mariola Rodríguez i Carlos A. Robles |

| 23.02.2023 20:00 (UTC±0) | Río Duero Soria | 3:0 (25:23, 25:10, 25:23) raport / opis | Unicaja Costa de Almería | Pabellón Municipal de Los Pajaritos, Soria Widzów: 250 Sędziowie: Juan Antonio Erce i Fernando Cerrato |

| 24.02.2023 17:00 (UTC±0) | Pamesa Teruel Voleibol | 3:2 (25:22, 20:25, 18:25, 25:17, 30:28) raport / opis | Léleman Conqueridor Valencia | Pabellón Municipal de Los Pajaritos, Soria Widzów: 250 Sędziowie: Fernando Cerrato i Juan Antonio Erce |

| 24.02.2023 20:00 (UTC±0) | CV Guaguas Las Palmas | 3:0 (25:18, 25:13, 25:18) raport / opis | Arenal Emevé | Pabellón Municipal de Los Pajaritos, Soria Widzów: 700 Sędziowie: Carlos A. Robles i Mariola Rodríguez |

### Półfinały
| 25.02.2023 17:00 (UTC±0) | Pamesa Teruel Voleibol | 3:1 (25:19, 15:25, 25:22, 25:23) raport / opis | CV Guaguas Las Palmas | Pabellón Municipal de Los Pajaritos, Soria Widzów: 1500 Sędziowie: Carlos A. Robles i Fernando Cerrato |

| 25.02.2023 20:00 (UTC±0) | Melilla Sport Capital | 0:3 (22:25, 21:25, 18:25) raport / opis | Río Duero Soria | Pabellón Municipal de Los Pajaritos, Soria Widzów: 2500 Sędziowie: Mariola Rodríguez i Juan Antonio Erce |

### Finał
| 26.02.2023 17:00 (UTC±0) | Pamesa Teruel Voleibol | 1:3 (23:25, 16:25, 25:23, 21:25) raport / opis | Río Duero Soria | Pabellón Municipal de Los Pajaritos, Soria Widzów: 3000 Sędziowie: Juan Antonio Erce i Mariola Rodríguez |

## Drużyna marzeń
| Pozycja                  | Zawodnik             | Klub                   |
| ------------------------ | -------------------- | ---------------------- |
| Najlepszy zawodnik (MVP) | Juan Pablo Moreno    | Río Duero Soria        |
| Najlepszy rozgrywający   | Lucas Lorente        | Río Duero Soria        |
| Najlepszy atakujący      | Juan Pablo Moreno    | Río Duero Soria        |
| Najlepsi przyjmujący     | Emilio Ferrández     | Pamesa Teruel Voleibol |
| Najlepsi przyjmujący     | Pelegrín Vargas      | Río Duero Soria        |
| Najlepsi środkowi        | Jean-Pascal Diedhiou | Melilla Sport Capital  |
| Najlepsi środkowi        | Rubén López          | Pamesa Teruel Voleibol |
| Najlepszy libero         | Alejandro San Martín | Río Duero Soria        |
| Źródło:                  |                      |                        |